# Love Me Harder
"Love Me Harder" là một bài hát của ca sĩ người Mỹ Ariana Grande, phát hành bởi Republic Records vào ngày 30 tháng 9 năm 2014 như là đĩa đơn thứ tư trích từ album phòng thu thứ hai của cô, My Everything (2014). Bài hát còn có sự góp giọng của ca sĩ người Canada The Weeknd, người đã đồng sáng tác cùng Max Martin, Savan Kotecha, Ahmad Balshe, Peter Svensson, và Ali Payami; Svensson và Payami cũng là những nhà đồng sản xuất phần nhạc của nó với tay trống của Carolina Liar, Peter Carlsson.
"Love Me Harder" đã nhận được những lời tán dương bởi các nhà phê bình, khi họ ca ngợi chất nhạc trưởng thành của nó cũng như sự kết hợp giữa Grande và The Weeknd. Đây được đánh giá là ca khúc hay nhất trích từ My Everything theo một số nhà phê bình. Bài hát đạt vị trí thứ 7 trên bảng xếp hạng Billboard Hot 100, trở thành đĩa đơn top 10 thứ năm của Ariana Grande và thứ tư từ My Everything. Với thành tích trên, cô đã trở thành nghệ sĩ có nhiều đĩa đơn lọt vào top 10 nhất trong năm 2014. "Love Me Harder" cũng chính là thành tựu top 10 đầu tiên của Weeknd trên bảng xếp hạng, cũng như hit top 40 đầu tiên của nam ca sĩ.

## Danh sách track và định dạng
- Tải kĩ thuật số - Phiên bản EP[2]

1. "Love Me Harder" (với The Weeknd) – 3:56
2. "Cadillac Song" – 2:52
3. "Too Close" – 3:35

## Xếp hạng
| Bảng xếp hạng (2014–15)                         | Vị trí cao nhất |
| ----------------------------------------------- | --------------- |
| Úc (ARIA)                                       | 19              |
| Australia Urban (ARIA)                          | 4               |
| Áo (Ö3 Austria Top 40)                          | 29              |
| Bỉ (Ultratop 50 Flanders)                       | 45              |
| Bỉ (Ultratip Flanders)                          | 14              |
| Bỉ (Ultratop 50 Wallonia)                       | 43              |
| Bỉ (Ultratip Wallonia)                          | 1               |
| Canada (Canadian Hot 100)                       | 10              |
| Canada CHR/Top 40 (Billboard)                   | 4               |
| Canada Hot AC (Billboard)                       | 25              |
| Croatia (Airplay Radio Chart)                   | 64              |
| Cộng hòa Séc (Rádio Top 100)                    | 78              |
| Cộng hòa Séc (Singles Digitál Top 100)          | 13              |
| Đan Mạch (Tracklisten)                          | 18              |
| Phần Lan (Suomen virallinen lista)              | 13              |
| Pháp (SNEP)                                     | 27              |
| Trường songid là BẮT BUỘC CHO BẢNG XẾP HẠNG ĐỨC | 35              |
| Ireland (IRMA)                                  | 33              |
| Ý (FIMI)                                        | 17              |
| Hà Lan (Dutch Top 40)                           | 7               |
| Hà Lan (Single Top 100)                         | 12              |
| New Zealand (Recorded Music NZ)                 | 28              |
| Na Uy (VG-lista)                                | 22              |
| Slovakia (Rádio Top 100)                        | 41              |
| Slovakia (Singles Digitál Top 100)              | 9               |
| South Africa (EMA)                              | 7               |
| South Korea International Chart (GAON)          | 15              |
| Thụy Điển (Sverigetopplistan)                   | 27              |
| Thụy Sĩ (Schweizer Hitparade)                   | 40              |
| Tây Ban Nha (PROMUSICAE)                        | 36              |
| UK Singles (Official Charts Company)            | 48              |
| Hoa Kỳ Billboard Hot 100                        | 7               |
| Hoa Kỳ Adult Pop Airplay (Billboard)            | 20              |
| Hoa Kỳ Dance Club Songs (Billboard)             | 20              |
| Hoa Kỳ Pop Airplay (Billboard)                  | 3               |
| Hoa Kỳ Rhythmic (Billboard)                     | 1               |
| Venezuela (Top Pop General)                     | 31              |
| Venezuela (Top Anglo)                           | 23              |

## Chứng nhận
| Quốc gia                                                                                              | Chứng nhận | Số đơn vị/doanh số chứng nhận |
| --- | ---------- | ----------------------------- |
| Úc (ARIA)                                                                                             | Bạch kim   | 70.000^                       |
| Canada (Music Canada)                                                                                 | Bạch kim   | 0*                            |
| Đan Mạch (IFPI Đan Mạch)                                                                              | Vàng       | 30,000^                       |
| Ý (FIMI)                                                                                              | Bạch kim   | 50,000‡                       |
| Thụy Điển (GLF)                                                                                       | Bạch kim   | 20.000‡                       |
| Hoa Kỳ (RIAA)                                                                                         | Bạch kim   | 1.000.000‡                    |
| ^ Chứng nhận dựa theo doanh số nhập hàng. ‡ Chứng nhận dựa theo doanh số tiêu thụ và phát trực tuyến. |            |                               |

## Lịch sử phát hành
| Nước        | Ngày                 | Định dạng                      | Nhãn      | Nguồn  |
| ----------- | -------------------- | ------------------------------ | --------- | ------ |
| Mỹ          | 30 tháng 9 năm 2014  | Rhythmic crossover radio       | Republic  | [ 1 ]  |
| Mỹ          | 7 tháng 10 năm 2014  | Contemporary hit radio         | Republic  | [ 46 ] |
| Mỹ          | 10 tháng 11 năm 2014 | Hot adult contemporary radio   | Republic  | [ 47 ] |
| Úc          | 21 tháng 11 năm 2014 | Tải kĩ thuật số (phiên bản EP) | Republic  | [ 2 ]  |
| New Zealand | 21 tháng 11 năm 2014 | Tải kĩ thuật số (phiên bản EP) | Republic  | [ 48 ] |
| Ý           | 5 tháng 12 năm 2014  | Contemporary hit radio         | Universal | [ 49 ] |